# Edwin F. Taylor
Edwin Floriman Taylor (* 22. Juni 1931 in Oberlin, Ohio; † 22. April 2025) war ein US-amerikanischer Physiker.

## Werdegang
Taylor studierte am Oberlin College mit dem Bachelor-Abschluss 1953 und an der Harvard University mit dem Master-Abschluss in Physik 1954 und der Promotion 1958. Ab 1956 war er Assistant Professor an der Wesleyan University. Ab 1964 war er zunächst Visiting Associate Professor am Education Research Center des Massachusetts Institute of Technology. Später wurde er dort Professor und ab 1979 Leiter für Filme für Unterricht in Wissenschaften (Education Video Resources). 1991 emeritierte er am MIT und nahm eine Forschungsprofessur in Relativität an der Boston University an.
Er ist bekannt für Leistungen in der Physik-Pädagogik, wofür er 1998 die Oersted Medal erhielt. Er verfasste mehrere Bücher über Relativität mit John Archibald Wheeler, siehe Spacetime Physics und Exploring Black Holes. In der Lehre der Quantenmechanik unterstützte er Feynmans Pfadintegral-Konzept unter anderem wegen seiner Verbindung zum Prinzip der kleinsten Wirkung in der Mechanik.
Er schrieb auch interaktive Unterrichtssoftware (mit den Studenten Paul Horwitz und Slavormir Tuleja), die mit Preisen ausgezeichnet wurde.
Von 1973 bis 1978 war er Herausgeber des American Journal of Physics.

## Schriften
- mit John Archibald Wheeler Spacetime Physics: an introduction to Special Relativity, Freeman, 2. Auflage 1992 (zuerst 1966)
- mit John Archibald Wheeler Exploring black holes: an introduction to General Relativity, Addison-Wesley/Longman 2000
- mit Anthony Philip French Introduction to quantum physics, Norton 1978
- Introductory Mechanics, Wiley 1963